# 내일의 전쟁
"내일의 전쟁"(영어: The Tomorrow War)은 2021년 공개된 미국의 SF 액션 영화로, 크리스 매케이가 감독을 맡았다.
원래는 파라마운트 픽처스에서 극장 개봉 예정이었으나 코로나19 범유행으로 인해 극장 개봉이 취소되었다. 이후 배급권을 아마존 스튜디오에서 구매해 2021년 7월 2일 디지털 공개되었다.

## 줄거리
현재로 긴급 메시지를 전하기 위해 2051년에서 온 한 무리의 시간여행자들이 도착하고, 30년 동안 미래 인류가 치명적인 외계 종족과 세계 전쟁에서 지고 있다는 메시지다. 인류가 생존할 수 있는 유일한 희망은 현재 세계의 군인과 민간인들을 미래로 보내서 전쟁에 참여하는 것이다. 어린 딸을 위해 세상을 구하기로 결심한 댄 포레스터는 지구의 운명을 다시 쓰기 위해 뛰어난 과학자와 사이가 멀어진 아버지와 함께 팀을 이룬다.

## 출연
- 크리스 프랫 - 댄 포레스터 역
- 이본 스트러호브스키 - 비키 윈즐로 역
- J. K. 시먼스 - 슬레이드 역
- 베티 길핀 - 에미 포레스터 역
- 샘 리처드슨 - 찰리 역
- 에드윈 호지 - 도리언 역
- 재스민 매슈스 - 하트 중위 역
- 라이언 키라 암스트롱 - 무리 포레스터 역
- 키스 파워스 - 그린우드 소령 역
- 시오 본 - 바니 역
- 메리 린 라이스커브 - 노라 역
- 세이셸 게이브리얼 - 디애즈 하사 역
- 마이크 미첼 - 카원 역